# 植物甾体

毒毛旋花甙，一种存在于毛地黄属植物中的植物甾体和强心苷。

植物甾体（英語：phytosteroid）也称植物类固醇，是在植物中发现的天然甾体，常具有抗菌生物活性。例子有：地高辛、毒毛旋花甙、薯蓣皂苷配基和古骨甾酮，以及植物固醇如β-穀固醇。

## 工业用途
与人体甾体激素相同或相似的甾体药物在医学上被广泛使用。然而，使用直接合成方法复制甾体的四环结构成本相当高。
1938-1940年，美国化学家羅素·厄爾·馬克开发了一种称为马克降解法的工艺，将墨西哥薯蓣属山药中的薯蓣皂苷配基转化为16-脱氢孕烯醇酮醋酸酯，这种物质具有四环结构，可用于合成常用的甾体激素。马克的工艺使孕酮的价格从1944年初的80美元/克降至1951年的2美元/克。
同样在1940年，美国化学家珀西·L·朱利安发现了一种工艺，可将更为丰富的植物甾体——来自大豆的豆固醇——转化为孕酮。豆固醇是制造精炼大豆油的副产物。1977年，随着墨西哥野生山药资源枯竭，Padmanabhan Sundararaman和卡尔·杰拉西改进了他的工艺。大豆豆甾醇很快取代了山药薯蓣皂苷配基，成为全球激素生产的主要起始材料。